# Pidlisne, Pavlohrad
Pidlisne (în ucraineană Підлісне) este un sat în comuna Kocerejkî din raionul Pavlohrad, regiunea Dnipropetrovsk, Ucraina.

## Demografie
Componența lingvistică a localității Pidlisne
     Ucraineană (91,67%)
     Rusă (8,33%)
Conform recensământului din 2001, majoritatea populației localității Pidlisne era vorbitoare de ucraineană (91,67%), existând în minoritate și vorbitori de rusă (8,33%).